# René Billotte
Pour les articles homonymes, voir Billotte.
René Billotte, né Marie Toussaint René Billotte à Tarbes le 24 juin 1846 et mort à Paris 17e le 1er novembre 1914, est un peintre français.

## Biographie

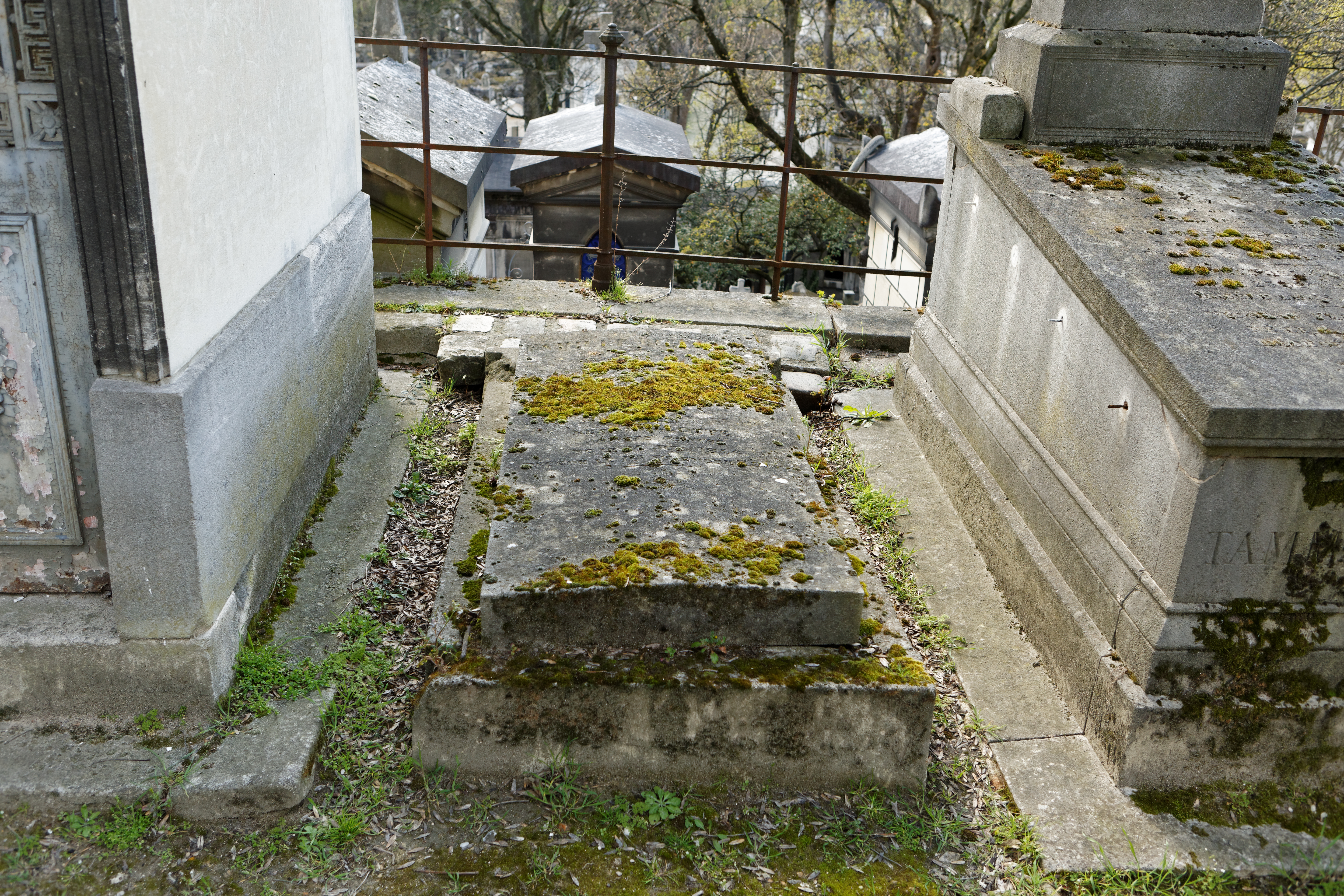
Tombe au cimetière du Père-Lachaise.

Sa tante, Madame Fromentin fait le voyage avec son fils Charles à Tarbes en juillet 1846 pour sa naissance. Son frère, Alexandre Billotte épousera en 1873 la fille d'Eugène Fromentin, Marguerite Fromentin, avec laquelle il aura une fille qui deviendra l'héritière de son oncle, ce qui resserra un peu plus les liens familiaux. Peintre très apprécié de son vivant, René Billote peint les paysages de Paris et de sa banlieue. Selon le guide Paris-Parisien en 1896, il est « le peintre de Paris par excellence [qui] donne la note d'air et de lumière spéciale à la ville. » Il s'est fait aussi une spécialité des vues de neige et de soleil couchant. Élève d'Eugène Fromentin, ami de Guy de Maupassant qui en fait un protagoniste de son roman Bel-Ami et lui dédicace la nouvelle Un Coq chanta, publié dans Contes de la bécasse, y glissant les citations de son ami dans Notre Cœur.
En 1890, il est l'un des cofondateurs de la Société nationale des beaux-arts.
Il voyage sur la côte d'Azur, invité de Lumbroso chez qui il dîne en compagnie d'Henri Brainne, A. de Joinville, Pol Arnault, Georges Legrand, Edmond Lepelletier, Stéphane Mallarmé, le comte Giuseppe Primoli, Madame La Gamine, Madame Olympe. 
Il habite au 29 boulevard Berthier dans le 17e arrondissement de Paris. Mort sans postérité, sa succession reviendra à sa nièce, la fille de son frère Alexandre. Il est inhumé au cimetière du Père-Lachaise (56e division).

## Collections publiques

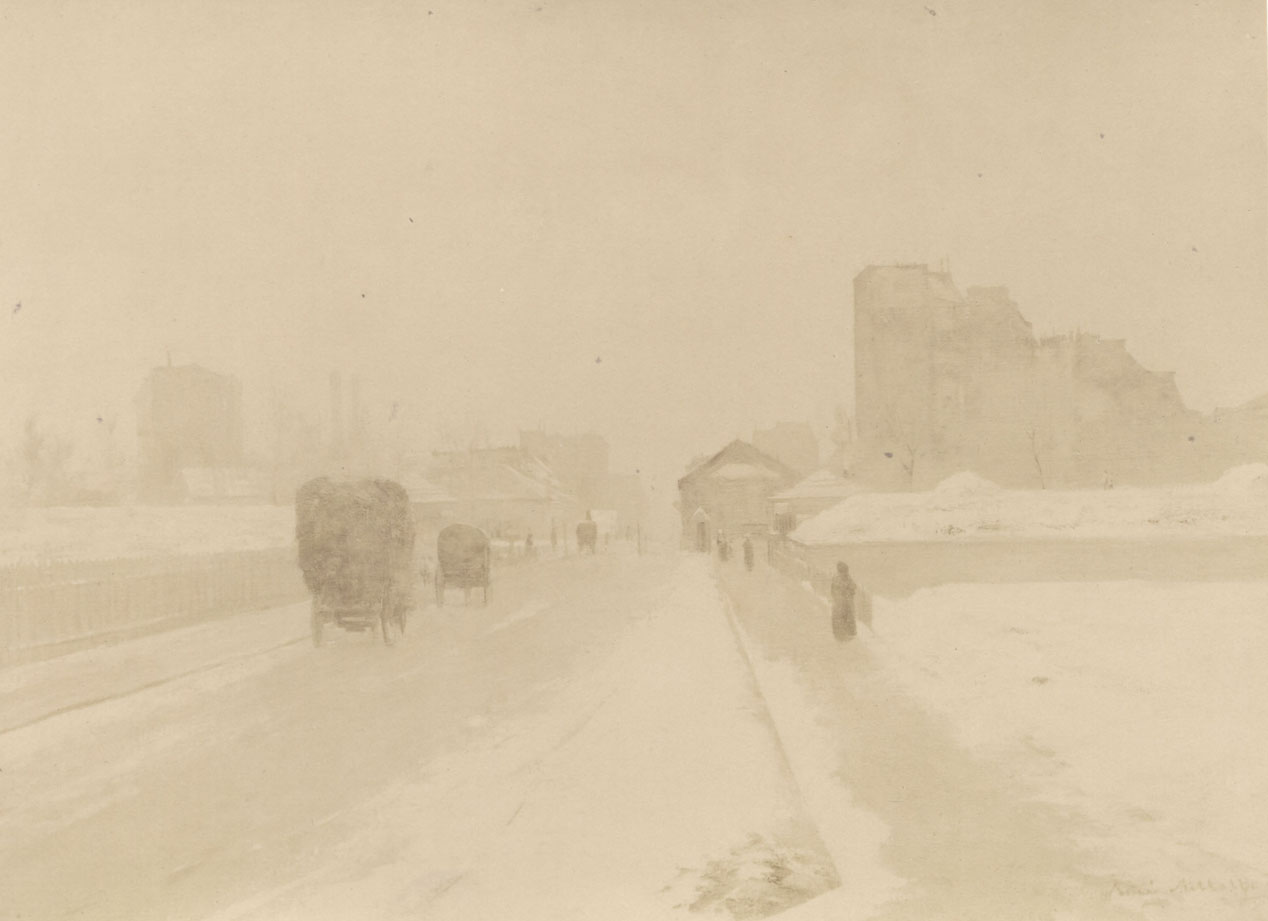
La Neige à la porte d'Asnières (1889), Paris, musée d'Orsay.

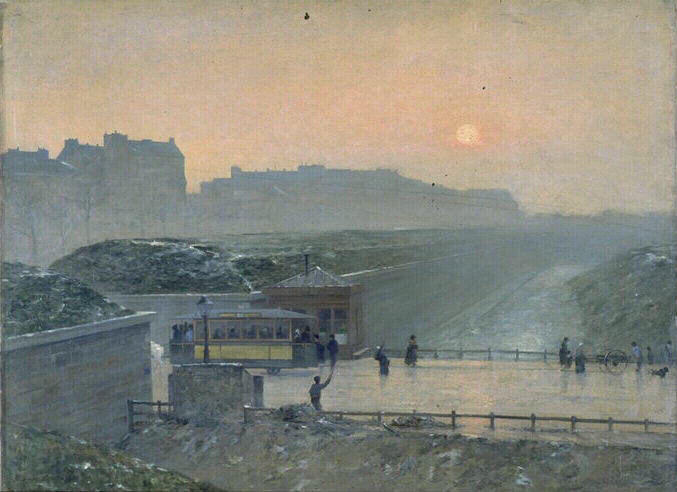
La Neige à la porte de Courcelles (1890), musée des beaux-arts de Bordeaux.

- Musée d'Orsay, Paris : La Neige à la porte d'Asnières (1890)
- Restaurant Le Train bleu, gare de Lyon à Paris : L'Exposition Universelle, Paris, l'Institut (1900)
- Musée des beaux-arts de Dijon : Vue de Paris le soir en hiver (1891)
- Musée des beaux-arts de Bordeaux : Les Carrières de Nanterre (1897), La Neige à la porte de  Courcelles (1890)
- Musée des beaux-arts de  Nantes : Paysage (1903), Aux Carrières de Soisy (1908)
- Musée des beaux-arts de Chambéry : La Route de Saint-André dans l'Eure (1886)
- Musée des beaux-arts de La Rochelle , Le Marais de Port-Neuf et la Tour Carrée
- Musée d'art et d'archéologie de Senlis : Les Tours du port de la Rochelle (1881)
- École militaire de Saint-Cyr-l'École : Bords de l'Oise (1879)

## Expositions
- 42e exposition de la Société des amis des arts de Bordeaux, 1894 : La Neige à la porte de Courcelles
- « Monet to Matisse - Landscape painting in France 1874-1914 », Édimbourg, Royaume-Uni, 1994
- « Landscapes of France impressionism and its rivals », Hayward Gallery, 1995